# Citadel Peak, Antarktis
Citadel Peak är en bergstopp i Antarktis. Den ligger i Västantarktis. Nya Zeeland gör anspråk på området. Toppen på Citadel Peak är 1 596 meter över havet.
Terrängen runt Citadel Peak är varierad. Trakten är obefolkad. Det finns inga samhällen i närheten. 